# Університет Мерсі
41°01′20″ пн. ш. 73°52′29″ зх. д. / 41.0221° пн. ш. 73.8746° зх. д.
Університет Мерсі (Мерсі, штат Нью-Йорк), раніше відомий як Коледж Мерсі, є приватним дослідницьким університетом з головним кампусом у Доббс-Феррі, Нью-Йорк, і додатковими місцями на Манхеттені та в Бронксі . Це федеральний заклад, який обслуговує національні меншини, і найбільший приватний іспаномовний заклад (HSI) у штаті Нью-Йорк. Університет історично був пов'язаний з католицькою церквою, але був незалежним і неконфесійним з початку 1970-х років, хоча він зберігає свою історичну приналежність до Сестер милосердя.